# Черрето-Груэ
Черрето-Груе (итал. Cerreto Grue) — коммуна в Италии, располагается в регионе Пьемонт, в провинции Алессандрия.
Население составляет 339 человек (2008 г.), плотность населения составляет 71 чел./км². Занимает площадь 5 км². Почтовый индекс — 15050. Телефонный код — 0131.
Покровителем коммуны почитается святой Георгий, празднование 23 апреля.

## Демография
Динамика населения:

## Администрация коммуны
- Официальный сайт: